# Сельское поселение Струпненское
Сельское поселение Струпне́нское — упразднённое в 2017 году муниципальное образование (сельское поселение) упразднённого Зарайского муниципального района Московской области.
Административный центр — село Чулки-Соколово.

## География
Расположено в юго-западной части Зарайского района. На севере граничит с сельским поселением Машоновским, на северо-востоке — с городским поселением Зарайск, на востоке — с сельским поселением Каринским, на юго-востоке — с Рыбновским районом Рязанской области, на юге — с городским округом Серебряные Пруды, на западе — с городским округом Кашира. Площадь территории сельского поселения — 20 728 га.

## История
В состав сельского поселения входит 31 населённый пункт трёх упразднённых административно-территориальных единиц — Алферьевского, Журавенского и Струпненского сельских округов.
Образовано в ходе муниципальной реформы, в соответствии с Законом Московской области от 28.02.2005 года № 63/2005-ОЗ «О статусе и границах Зарайского муниципального района и вновь образованных в его составе муниципальных образований».

## Население
| 2006  | 2007  | 2008  | 2009  | 2010  | 2011  | 2012  | 2013  |
| ----- | ----- | ----- | ----- | ----- | ----- | ----- | ----- |
| 3466  | ↘3464 | ↗3468 | ↗3483 | ↘3312 | ↘3301 | →3301 | ↗3326 |
| 2014  | 2015  | 2016  | 2017  |       |       |       |       |
| ↘3250 | ↘3234 | ↘3156 | ↘3090 |       |       |       |       |

## Состав сельского поселения
| №  | Населённый пункт | Тип населённого пункта       | Население |
| -- | ---------------- | ---------------------------- | --------- |
| 1  | Алферьево        | деревня                      | ↗679      |
| 2  | Болотня          | деревня                      | ↘5        |
| 3  | Бровкино         | деревня                      | ↘0        |
| 4  | Верхнее-Маслово  | деревня                      | ↘61       |
| 5  | Даровое          | деревня                      | ↗3        |
| 6  | Дятлово-1        | деревня                      | ↘2        |
| 7  | Дятлово-2        | деревня                      | ↘11       |
| 8  | Жемово           | село                         | ↘32       |
| 9  | Журавна          | деревня                      | ↘820      |
| 10 | Зайцево          | деревня                      | ↗39       |
| 11 | Иванчиково       | деревня                      | ↗116      |
| 12 | Иваньшево        | деревня                      | ↘0        |
| 13 | Истоминка        | деревня                      | ↘22       |
| 14 | Комово           | деревня                      | ↘9        |
| 15 | Косовая          | деревня                      | ↗15       |
| 16 | Михалёво         | деревня                      | ↘13       |
| 17 | Моногарово       | деревня                      | ↘89       |
| 18 | Назарьево        | деревня                      | ↘7        |
| 19 | Никольское       | деревня                      | ↘2        |
| 20 | Новая Деревня    | деревня                      | ↗21       |
| 21 | Озерки           | деревня                      | ↘3        |
| 22 | Пески            | деревня                      | ↗2        |
| 23 | Струпна          | деревня                      | ↘17       |
| 24 | Татины           | деревня                      | ↘1        |
| 25 | Трегубово        | деревня                      | ↘13       |
| 26 | Федоровка        | деревня                      | ↗21       |
| 27 | Хлопово          | деревня                      | ↘63       |
| 28 | Черемошня        | деревня                      | ↘7        |
| 29 | Чулки-Соколово   | село, административный центр | ↘1235     |
| 30 | Шистово          | деревня                      | →0        |
| 31 | Якшино           | деревня                      | ↘4        |

## Местное самоуправление
Главы сельского поселения
- Анохина Елена Владимировна[17]